# Joan Calvet Ràfols
Joan Calvet Ràfols (Vilanova i la Geltrú, 1944) és un pintor i escultor català.
Des de ben jove obtingué premis de pintura local i nacional. Entre 1955 i 1960, va estudiar tècniques de dibuix i pintura a l'Escola Industrial de Vilanova i la Geltrú, on tingué com a mestre a Salvador Masana i Mercadé, qui fou deixeble a l'hora de Joaquim Mir. Calvet continuà els seus estudis entre 1960 i 1963 a l'estudi barceloní de Josep Maria de Sucre i de Grau.
El 1961 va presentar la seva primera exposició individual a les Galeries Rambles de Vilanova. Fins a inicis de la dècada dels vuitanta va anar presentant exposicions amb regularitat arreu de Catalunya, però després s'anà allunyant dels circuits públics sense deixar de produir obra. Esporàdicament ha anat mostrant obra, pintura i escultura (principalment en ferro).
La seva obra es troba distribuïda per diverses col·leccions a Amsterdam, Nova York, Londres, París, Estocolm, Múnic, Kíev, Asunción, Palència, Barcelona, etc.